# Emmanuelle Bercot
Pour les articles homonymes, voir Bercot.
Emmanuelle Bercot, née le 6 novembre 1967 à Paris 16e est une actrice, réalisatrice et scénariste française.
Découverte au Festival de Cannes, elle y remporte deux prix en 1997 et 2015 dont le prix d'interprétation féminine lors de la 68e édition pour le drame Mon roi.
En 2013, elle cumule quatre nominations solo lors de la Berlinale pour un même film (Elle s'en va). En 2016, elle est nommée cinq fois aux Césars (dont celui de la meilleure réalisatrice) pour La Tête haute.

## Biographie

### Famille
Emmanuelle Bercot naît le 6 novembre 1967 dans le 16e arrondissement de Paris, mais ses parents habitent alors à Boulogne-Billancourt. Son père, Michel, est chirurgien ; son grand-père, Pierre Bercot, a dirigé Citroën de 1958 à 1970. Elle raconte avoir été fascinée par le travail de son père à l'hôpital Lariboisière et cite aussi un oncle éducateur comme référence pour La Tête haute.

### Formation et débuts
Après le baccalauréat, elle intègre l'École de danse Serge Alzetta, puis l'École du spectacle, où elle découvre le théâtre.
Élève au cours Florent, elle travaille sous la direction de Raymond Acquaviva, Robert Hossein et Jean-Luc Tardieu. Après avoir raté le concours d'entrée au conservatoire, elle est admise à La Fémis. Elle y tourne le documentaire True Romanès (1995), puis le court métrage, Les Vacances, et son film de fin d'études La Puce, en 1999, récit du dépucelage d'une adolescente par un homme mûr ; le film est sélectionné à la Cinéfondation au 52e Festival de Cannes. Ces deux derniers films révèlent Isild Le Besco, actrice fétiche de la cinéaste.

### Carrière
Menant, en parallèle, une carrière d'actrice (elle incarne la monitrice dans La Classe de neige de Claude Miller en 1997), elle joue également le rôle principal de son premier long métrage, Clément, celui d'une trentenaire transie d'amour pour un garçon de 13 ans. Cette œuvre est présentée à Cannes en 2001 dans la section Un certain regard.
« L'intérêt, pour moi, n'est jamais tant dans le fait de raconter des histoires que dans la volonté de décrire des états, d'exacerber des perceptions », déclare la cinéaste au moment de la sortie de son deuxième long métrage, Backstage, présenté en 2005 à la Mostra de Venise, et dans lequel elle continue d'explorer le mal-être adolescent[réf. souhaitée], à travers la relation trouble qui unit une vedette de la chanson (Emmanuelle Seigner) à une jeune fan envahissante (Isild Le Besco).
Au Festival international du film de Thessalonique 2005, elle remporte le prix de la meilleure réalisatrice.
Lors du 68e Festival de Cannes, elle présente en ouverture son film comme réalisatrice, La Tête haute, et reçoit comme comédienne le prix d'interprétation féminine pour son rôle dans Mon roi, ex æquo avec l'Américaine Rooney Mara pour Carol.
Lors du Festival du cinéma américain de Deauville 2017, elle préside le jury de la Révélation.
Le 28 février 2020, lors de la 45e cérémonie des César, elle est chargée avec Claire Denis de remettre le César de la meilleure réalisation à Roman Polanski, suscitant l'indignation d'Adèle Haenel.

### Vie privée

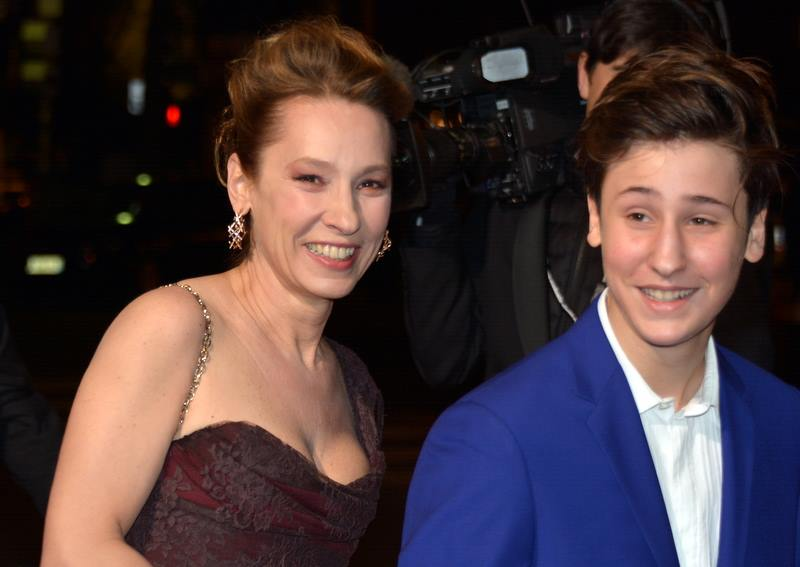
En compagnie de son fils Nemo Schiffman, à la cérémonie des César du cinéma 2016.

Elle est la compagne du directeur de la photographie Guillaume Schiffman qui a signé la photographie de tous ses films depuis 1998.
Le couple a un fils, Nemo Schiffman, acteur et chanteur, nommé au César du meilleur espoir masculin, mais aussi jeune talent de la première édition du télé-crochet musical de TF1, The Voice Kids.

## Filmographie

### Actrice

#### Cinéma

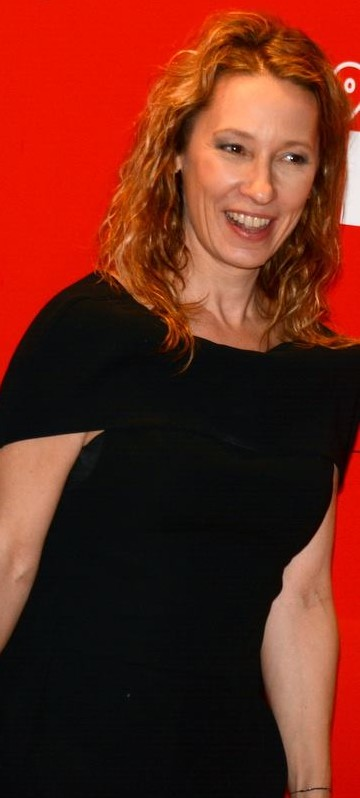
Emmanuelle Bercot à la des César.

- 1991 : Ragazzi de Mama Keïta : Emmanuelle
- 1995 : État des lieux de Jean-François Richet : Béatrice
- 1996 : La Divine Poursuite de Michel Deville : la deuxième fille de l'agence
- 1998 : La Classe de neige de Claude Miller : Mademoiselle Grimm
- 1998 : Ça commence aujourd'hui de Bertrand Tavernier : Madame Tievaux
- 1999 : Une pour toutes de Claude Lelouch : la femme de Sam Morvan
- 2001 : Clément d'elle-même : Marion
- 2003 : À tout de suite de Benoît Jacquot : Laurence
- 2005 : Camping sauvage de Christophe Ali : Florence
- 2007 : Enfances, segment Orson Welles d'Isild Le Besco : la mère d'Orson Welles
- 2011 : Polisse de Maïwenn : Sue Ellen
- 2013 : Rue Mandar d'Idit Cébula : Aline
- 2015 : Mon roi de Maiwenn : Marie-Antoinette Jézéquel, dite Tony
- 2018 : Les Filles du soleil de Eva Husson : Mathilde
- 2019 : L'Heure de la sortie de Sébastien Marnier : Catherine
- 2019 : Fête de famille de Cédric Kahn : Claire
- 2020 : Jumbo de Zoé Wittock : Margarette
- 2021 : Le Bal des folles de Mélanie Laurent : Jeanne
- 2021 : L'Ennemi de Stephan Streker : Maître Béatrice Rondas
- 2022 : Ma nuit d'Antoinette Boulat : Isabelle, la mère de Marion
- 2022 : Goliath de Frédéric Tellier : France
- 2022 : De grandes espérances de Sylvain Desclous : Gabrielle Dervaz
- 2023 : L'Abbé Pierre : Une vie de combats de Frédéric Tellier : Lucie Coutaz
- 2023 : Sentinelle de Hugo Benamozig et David Caviglioli : Florence Cazeaux-Rocher
- 2023 : Making of de Cédric Kahn : Viviane
- 2024 : Les Trois Fantastiques de Michaël Dichter : Aude
- 2024 : L'Esprit Coubertin de Jérémie Sein : Sonia
- 2024 : Ollie d'Antoine Besse : Lisa
- 2025 : Baise-en-ville de Martin Jauvat : Marie-Charlotte
- 2025 : Badh de Guillaume de Fontenay

#### Télévision
- 2010 : Carlos d'Olivier Assayas (mini-série) (épisode 1)
- 2018 : Fiertés (mini-série) de Philippe Faucon : Martine
- 2024 : La Chute de Paris (mini-série) : Juliette Levesque

### Réalisatrice
- 1995 : True Romanès (court métrage)
- 1997 : Les Vacances (court métrage)
- 1998 : La Puce  (court métrage)
- 1998 : Le Choix d'Élodie (téléfilm)
- 2000 : La Faute au vent (court métrage)
- 2001 : Clément
- 2003 : Quelqu'un vous aime... (court métrage)
- 2004 : À poil ! (court métrage)
- 2004 : Backstage
- 2009 : Tirez sur le caviste, collection Suite noire (téléfilm)
- 2009 : Mes chères études (téléfilm)
- 2012 : Les Infidèles, segment La Question
- 2013 : Elle s'en va
- 2015 : La Tête haute
- 2016 : La Fille de Brest
- 2021 : De son vivant
- 2022 : En thérapie, saison 2, sept épisodes sur le personnage d'Alain

### Scénariste
Les films suivants sont d'elle-même, sauf indication :
- 1997 : Les Vacances
- 1998 : La Puce
- 2001 : Clément
- 2004 : Backstage
- 2004 : À poil !
- 2011 : Polisse de Maïwenn (coscénariste)
- 2013 : Elle s'en va (coscénariste)
- 2015 : La Tête haute (coscénariste)
- 2021 : De son vivant (coscénariste)

## Théâtre
- 2017 - 2018 : Dîner en ville de Christine Angot, mise en scène Richard Brunel, tournée et théâtre national de la Colline
- 2019 : Face à Face d'Ingmar Bergman, mise en scène Léonard Matton, théâtre de l'Atelier
- 2023 : Après la répétition / Persona d'après Ingmar Bergman, mise en scène Ivo van hove, théâtre de la Ville
- 2024 : Together de Dennis Kelly, mise en scène Mélanie Leray, théâtre de l'Atelier

## Distinctions

### Récompenses
- Festival de Cannes 1997 : Prix du jury du court métrage pour Les vacances
- Prix de l'Âge d'or 2003 pour Clément
- Festival international du film de Thessalonique 2005 : meilleure réalisatrice pour Backstage
- Festival de Cannes 2015 : Prix d'interprétation féminine pour Mon roi

### Nominations et sélections
- Lumières 2012 : meilleur scénario pour Polisse (avec Maïwenn)
- César 2012 : meilleur scénario original pour Polisse (avec Maïwenn)
- Berlinale 2013 : en compétition officielle pour Elle s'en va
- Prix Louis-Delluc 2013 pour Elle s'en va
- Lumières 2016 : meilleure actrice pour Mon roi
- César 2016 : 
  - meilleure actrice pour Mon roi
  - meilleur film pour La Tête haute
  - meilleure réalisation pour La Tête haute
  - meilleur scénario original pour La Tête haute
- Lumières 2022 : meilleur film pour De son vivant
- Molières 2024 : Molière de la comédienne dans un spectacle de théâtre public pour Après la répétition/persona

### Décorations
- Chevalière de la Légion d'honneur, 31 décembre 2015[8]
- Officière de l'ordre des Arts et des Lettres (2022)[9]
  - Chevalier en 2014[10]